# Montand, le film
Pour plus de détails, voir Fiche technique et Distribution.
Montand, le film est un film français réalisé par Jean Labib, sorti en 1994.

## Synopsis
Ce documentaire est dédié à la vie et la carrière d'Yves Montand.

## Fiche technique
- Titre : Montand, le film
- Réalisation : Jean Labib
- Scénario : Jean Labib d'après le livre de Hervé Hamon et Patrick Rotman
- Musique : Jean-Louis Valero
- Photographie : Jean-Jacques Flori
- Montage : Bernard Josse
- Production : Michel Rotman
- Société de production : MJN Productions
- Société de distribution : Rézo Films (France)
- Pays :  France
- Genre : documentaire
- Durée : 135 minutes
- Dates de sortie : 
  -  France : 25 mai 1994

## Distinctions
Le film a été nommé au César du meilleur film à caractère documentaire en 1995.